# Villa Gauhe

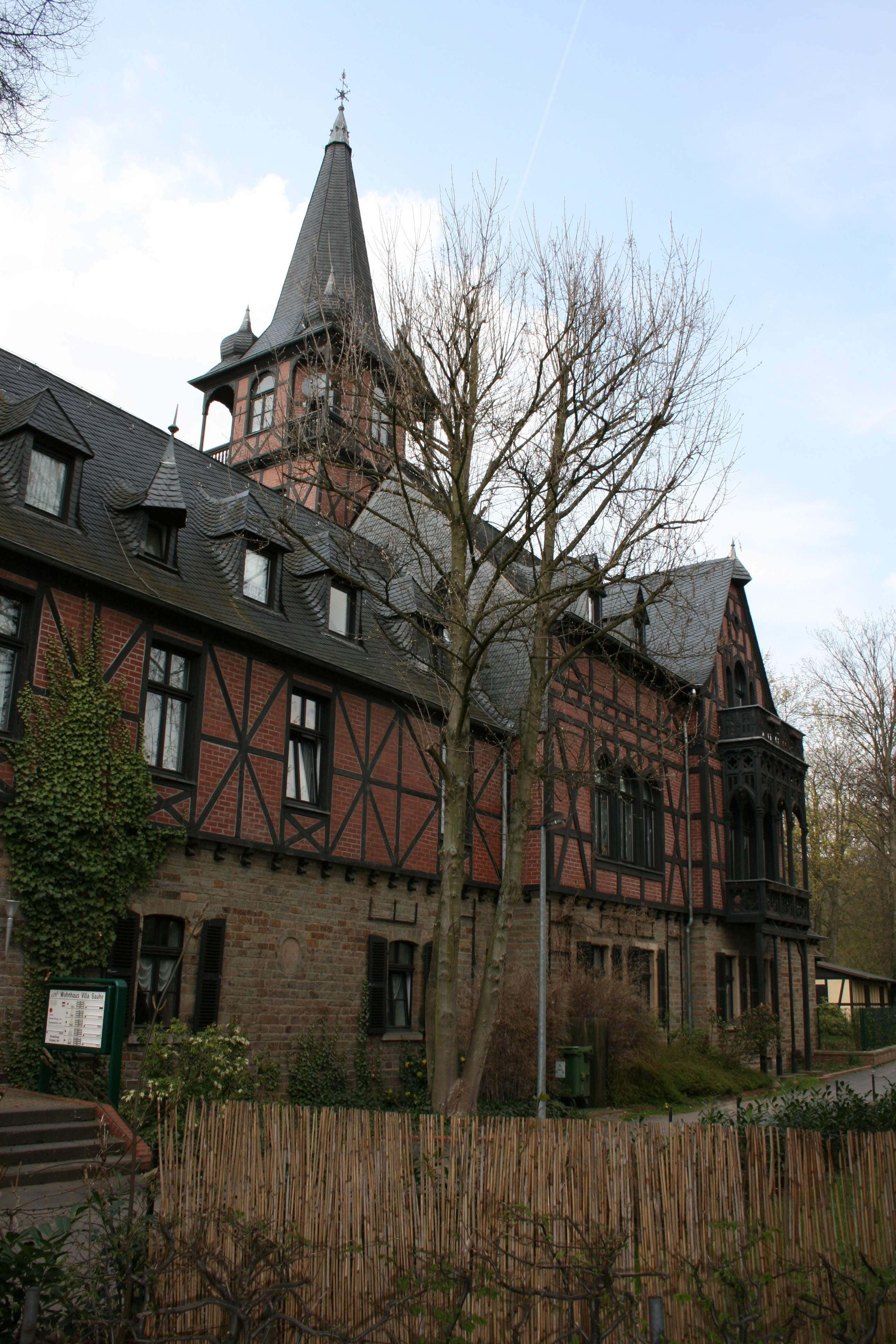
Ostansicht der Villa Gauhe

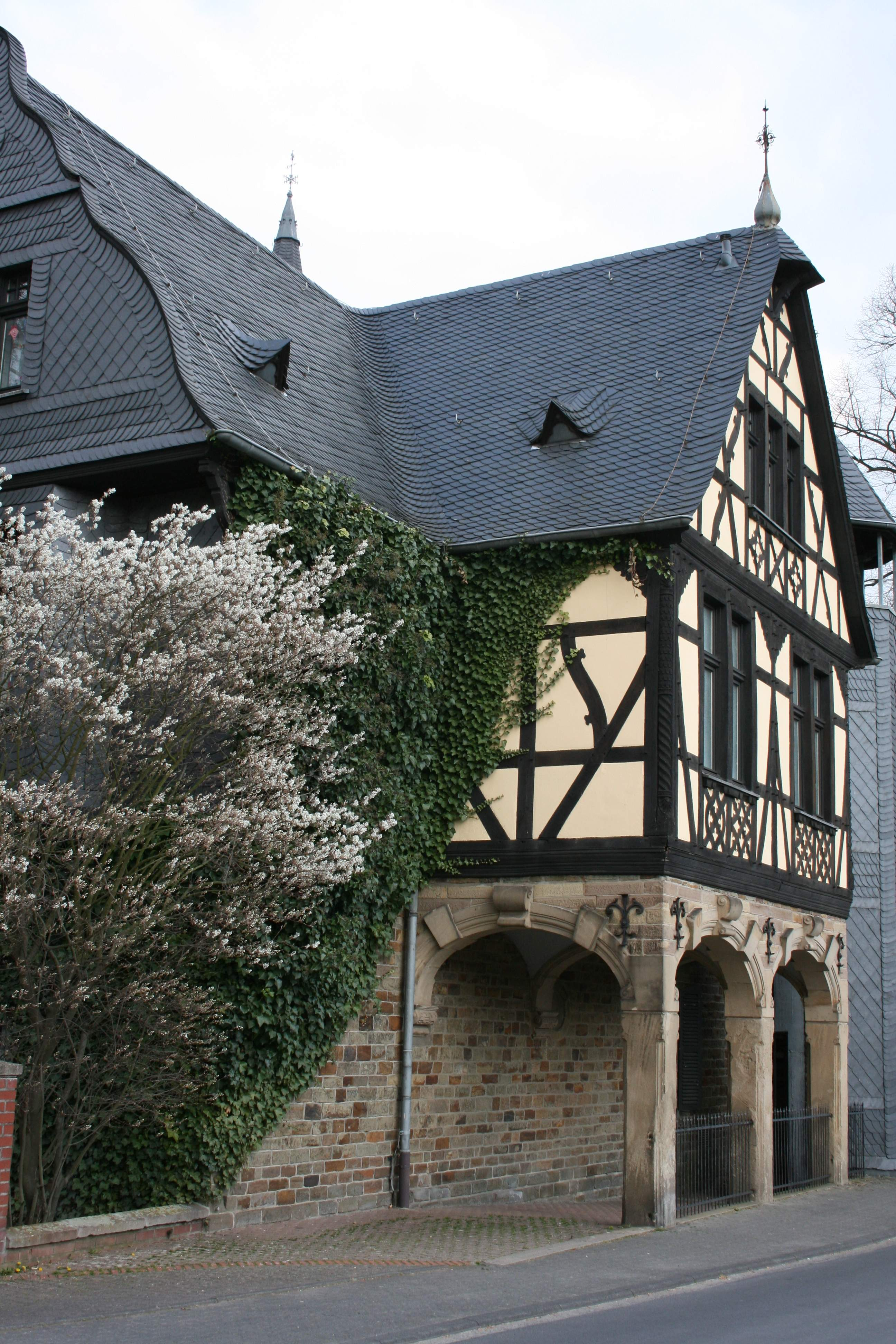
Südansicht der Villa Gauhe

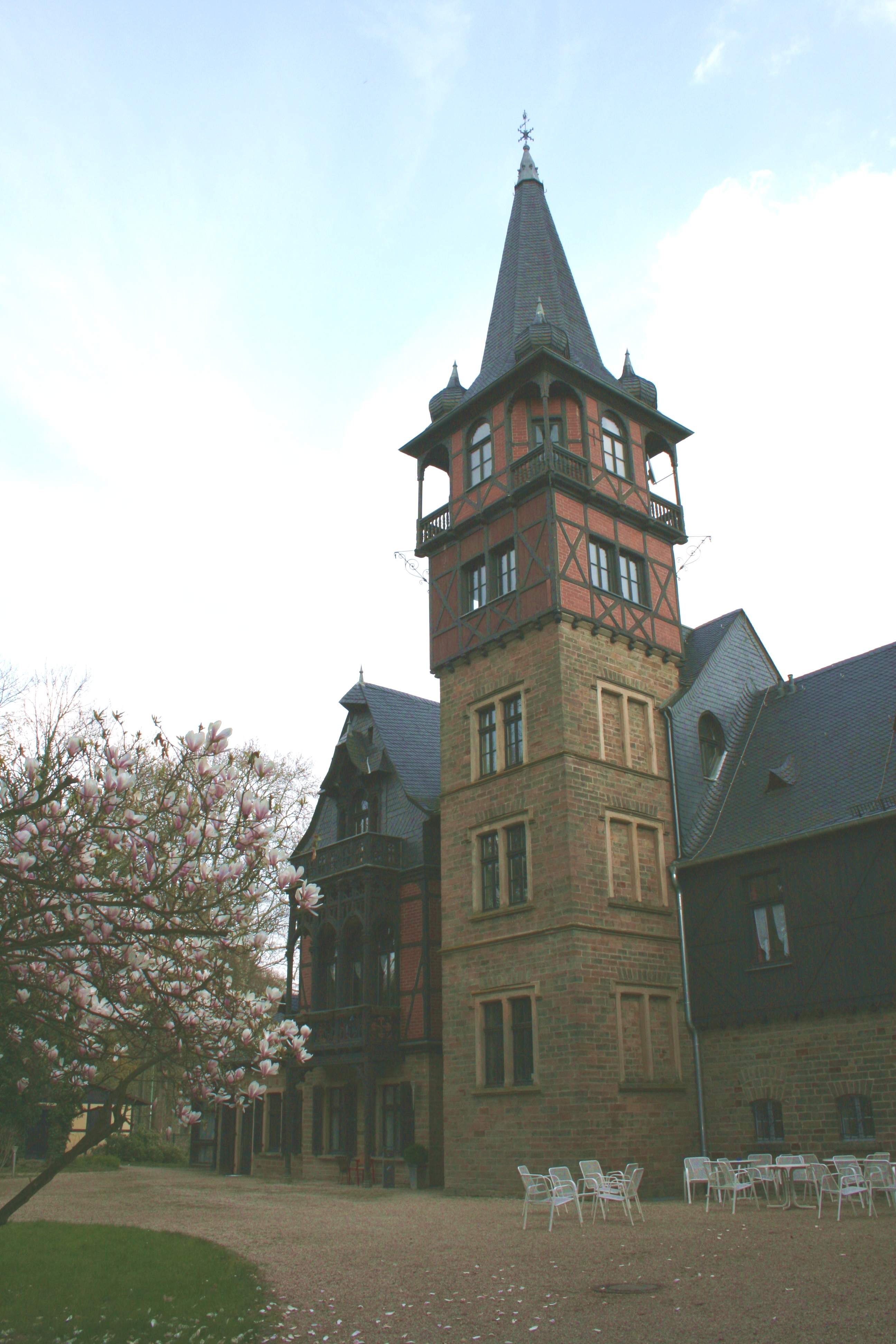
Der große Turm der Villa Gauhe

Die Villa Gauhe wurde 1878 von dem Fabrikanten Julius Gauhe in Eitorf errichtet. Sie ist der prächtigste und größte Privatbau in der Gemeinde.

## Architektur
Der großzügige Bau wurde mit verschiedenen Materialien errichtet. Neben Torbögen aus Sandstein und Fundamenten aus Bruchsteinen aus Grauwacke lokaler Herkunft sind die Obergeschosse teilweise in Fachwerk-Ausführung, teilweise in rotem Ziegel gemauert. Neben verschieferten Flächen sind auch zahlreiche Holzschnitzarbeiten prägend.
Ein Grundriss des Erdgeschosses verzeichnet neben den Fluren auch Remise, Heizung, Dienerzimmer, Kohlenraum, Bügelzimmer, Waschküche, Nähraum, Speisekammer, Küchenzimmer und Küche, Speiseaufzug und zwei Toiletten, für die Gesellschaft eine Garderobe, ein Anmeldezimmer, ein Wohnzimmer und ein Billardzimmer mit Veranda. Umgeben war die Villa von einem großen Park, der heute nur noch zu kleinen Teilen existiert. Seine großen Bäume blieben teilweise erhalten und sind mit Zierbüschen unterpflanzt. Auf dem Gelände waren auch Teiche angelegt. Der durch den Park fließende Eipbach wurde von einer Brücke gequert.

## Nutzung
Nachdem die Villa jahrelang leer stand und ein Abriss diskutiert wurde, ist dort seit 1982 ein CBT-Wohnhaus zur Begleitung von Menschen mit geistiger Behinderung eingerichtet. Insgesamt leben im Haus 23 Behinderte, mit Außenwohngruppen und Betreutem Wohnen in der ganzen Einrichtung 56 Erwachsene. Seit dem 1. Januar 2018 betreibt die JOVITA Rheinland gGmbH, eine Tochter der Josefs-Gesellschaft, die Einrichtung für Menschen mit Behinderung. Das Gebäude gehört weiterhin der CBT und wurde von der Josefs-Gesellschaft für vier Jahre gemietet.